# 阿尔巴济诺村委员会
阿尔巴济诺村委员会（俄语：Албазинский сельсовет）是俄罗斯联邦阿穆尔州斯科沃罗季诺区所属的一个村委员会。其下辖有2个居民点，行政中心为阿尔巴济诺。据2016年统计，该村委员会的人口为383人。